# Doncaster Rovers F.C.
Doncaster Rovers Football Club er en engelsk fodboldklub fra byen Doncaster. Klubben spiller i League One, og har hjemmebane på Eco-Power Stadium, som har plads til 15.231 tilskuere.